# Greg Mueller
Greg Mueller (Schaffhausen, 2 juni 1971) is een Canadees professioneel pokerspeler. Hij won zowel het $10.000 World Championship Limit Hold'em als het $1.500 Limit Hold'em - Shootout-toernooi van de World Series of Poker 2009 (goed voor hoofdprijzen van $460.841,- en $194.854,-. Hij luistert naar de bijnaam FBT, wat staat voor Full Blown Tilt.
Mueller won tot en met juni 2014 meer dan $2.650.000,- in pokertoernooien (cashgames niet meegerekend). Tot 1999 verdiende hij zijn dagelijks brood als betaald ijshockeyspeler.

## World Series of Poker
Voordat Mueller in 2009 zijn eerste titels won op de World Series of Poker (WSOP), liet hij eerder grote kansen daarop liggen. Zo werd hij in de World Series of Poker 2007 al eens tweede in het $5.000 World Championship Mixed Hold'em (Limit/No-Limit) (achter Steve Billirakis) en ook in het $5.000 No Limit Hold'em - Shootout-toernooi van de World Series of Poker 2008 bleef één speler hem voor (Phillip Tom). Daarnaast werd Mueller al eens een keer negende in het $5.000 Limit Hold'em-toernooi van de World Series of Poker 2005, achtste in het $1.500 No Limit Hold'em-toernooi van de World Series of Poker 2007 en zevende in het $10.000 World Championship Seven Card Stud van de World Series of Poker 2009.
Behalve op de WSOP won Mueller hoge prijzengelden met onder meer zijn:
- vierde plaats in het $5.000 Championship Event - No Limit Hold'em van de World Poker Tour World Poker Challenge 2006 ($142.285,-)
- 42e plaats in het $9.900 No Limit Hold'em - WPT Event van de L.A. Poker Classic 2007 ($28.855,-)
- 25e plaats in het $9.900 Main Event - No Limit Hold'em van de WPT L.A. Poker Classic 2009 ($44.433,-)

## WSOP-titels
| Jaar                       | Toernooi                      | Prijs      |
| -------------------------- | ----------------------------- | ---------- |
| World Series of Poker 2009 | $10.000 Limit Hold'em         | $460.841,- |
| World Series of Poker 2009 | $1.500 Limit Hold'em Shootout | $194.854,- |